# Jean Bezier
Pour les articles homonymes, voir Bezier.
Jean Bézier, dit Moustache, né le 11 janvier 1750 à Grenoux et mort le 10 juillet 1815 à Montigné-le-Brillant, est un chef chouan de la Révolution française dans la région de Laval. Il portera le titre de Chef de la 4e division de l'Armée Royale de la Mayenne. Il sera aussi garde-chasse du marquis de Montecler.

## Description
Haute taille, force extraordinaire, physionomie martiale, il fut remarqué entre les plus braves.

## Biographie
Jean Bézier est né à Grenoux le 11 janvier 1750. Il est le fils de René Bézier et de Jeanne Mérias

### Virée de Galerne
À Laval, le 25 octobre 1793, Jean est présent lors de l'entrée des Chouans du Maine à Laval pour rejoindre les vendéens et lors de l'attaque de la ville par les Républicains du Général François-Joseph Westermann (nuit du 25 au 26). La troupe de Jean Chouan fut la première à courir au combat. Après un engagement très vif, la troupe républicaine vigoureusement repoussée se retira. On cite lors de cet évènement : Jean Bezier, connu dans la suite sous le nom de Moustache, qui y retourna jusqu'à trois fois pour approvisionner ses camarades en cartouches stockées dans des caissons parmi les troupes Républicaines.
Le 27 octobre 1793, Jean est présent lors de la Bataille d'Entrammes entre les Républicains commandés par le général Jean Léchelle et l'armée des Vendéens (commandée par Rochejaquelein) ainsi que les Chouans de Mayenne dit Armée de La Petite-Vendée (commandée par le Prince de Talmont, Antoine-Philippe de La Trémoïlle).
Au Siège de Granville le 14 novembre 1793, Jean est présent lors de l'attaque de la ville et pénètre jusqu'aux remparts.
À la Bataille de Dol, le 20 novembre 1793, Jean est présent lors de la victoire des Chouans commandés par Jean Chouan et le Prince de Talmont,Antoine-Philippe de La Trémoïlle.
À la Bataille du Mans, le 13 décembre 1793, Jean est présent lors de la défaite des Chouans. Il effectue la retraite vers Laval.

### Chouannerie
À Nuillé-sur-Vicoin, le 6 avril 1794, Jean est présent lors de la Bataille de la Châtaigneraie de la Bodinière (victoire des Chouans)
Quelques jours après, des soldats venus de Laval, prennent possession du bourg de Nuillé-sur-Vicoin et établissent leur poste dans l'église. Les frères Herminier, le 13 avril suivant, jour du Dimanche des Rameaux, attaquent avec Jambe-d'Argent le détachement caserné dans l'église. Enthousiasmés par leur succès et ayant supposément bu plus que de raison, les bataillons de Jean Bezier et Noël Jamois s'en prennent alors au poste républicain local d'Ahuillé, mais l'opération, menée de façon désordonnée contre l'avis de Jambe d'Argent, se solde par un échec, les chouans ne réussissant pas à déloger les républicains de l'église où ils s'étaient retranchés.
À Montchevrier, le 22 avril 1794, Jean est présent lors de la nomination de Jambe d'Argent comme commandant
À Astillé, le 6 juillet 1794, Jean Bezier est présent lors de l'Attaque du Poste d'Astillé avec Jambe d'Argent (défaite des Chouans) : 500 hommes. La précipitation de Noël Jamois dit Placenette rend l'attaque inutile. À Parné-sur-Roc, le 7 juillet 1794, Jean est présent lors de l'attaque du poste de Parné avec Jambe d'Argent (Victoire des Chouans).
Au Combat de la Ramée, le 29 septembre 1794, Jean est présent avec Jambe d'Argent lors de l'attaque des Républicains à trois reprises (Victoire des Chouans). À Houssay, en 1795, Jean est présent lors de l'attaque pendant laquelle Jambe d'Argent s'empare de 9 voitures de transport militaire qui avaient 200 hommes d'escorte. (Victoire des Chouans). Il y a 30 morts. Moustache tue le commandant de la colonne.
À Quelaines-Saint-Gault, en 1795, Jean Bezier est présent lors de Procès de Salmon dit Dur-au-Feu, déserteur républicain devenu Chouan, pour trahison devant l'état-major des Chouans. Il est condamné à être fusillé. Moustache commande le peloton d'exécution en présence de Jambe d'Argent. À Ampoigné, en mai 1795, Moustache  est blessé lors d'une attaque avec Jambe d'Argent qui avait pour but d'empêcher les Républicains de récupérer du fourrage. Il est secouru par un certain Lochin de la paroisse de Nuillé. Moustache blessé restera un mois sans combattre.
En 1797, il habite à Saint-Sulpice, au moulin de La Rongère, puis en 1800, au Château de la Rongère. C'est dans ce château, qu'il est accueilli par Madame la marquise Henri-Frédéric de Chavagnac, dame de la Rongère, née Henriette-Françoise de Montecler.
Toutefois, le 17 juin 1799, le juge de paix de Quelaines déclarait que Jean Bezier, dit Moustache, récemment sorti des prisons de Laval, n'avait pas repris les armes et était soumis aux lois.
Jean Bézier est décoré en 1814 à L'Île-d'Yeu comme Chevalier de l'Ordre royal et militaire de Saint-Louis qu'il reçoit des mains du Comte d'Artois (futur Charles X de France). Nommé Colonel de la Légion de l'Armée Royale du Maine, la marquise de Chavagnac, dame de la Rongère, née Henriette-Françoise de Monteclerc l'admit à sa table après qu'il eut reçu la croix de Saint-Louis.
Sur la route de Cossé-le-Vivien, le jour de la foire  en visant le Colonel Michel Jacques François Achard, il est atteint d'une balle et haché à coups de sabre. Il est décédé le lundi 10 juillet 1815, à l'âge de 65 ans, à Montigné-le-Brillant, Le Haut-Chêne. Il est inhumé le 11 juillet 1815 à Montigné-le-Brillant.
Sa pierre tombale d'origine en ardoise se trouve au Musée de la chouannerie et de la Révolution française à Saint-Ouën-des-Toits. Une inscription indique: Ci gît, Mr Jean Bézier, dit Moustache, chevalier de Saint-Louis, colonel de la première Légion, de l'armée royale du Maine, né à Grenoux le 11 janvier 1750, mort dans cette paroisse le 10 juillet 1815, en combattant pour son Dieu et pour son Roi. Priez pour lui.

### Quatrevingt-Treize
Ses exploits ont servi à Victor Hugo pour son roman Quatrevingt-Treize:

« [...] « Gauvain, sache qu'il faut faire la guerre à la femme quand elle se nomme Marie-Antoinette, au vieillard quand il se nomme Pie VI, pape, et à l'enfant quand il se nomme Louis Capet.
- Mon maître, je ne suis pas un homme politique.
- Tâche de ne pas être un homme dangereux. Pourquoi, à l'attaque du poste de Cossé, quand le rebelle Jean Treton, acculé et perdu, s'est rué seul, le sabre au poing, contre toute ta colonne, as-tu crié : Ouvrez les rangs. Laissez passer ?
- Parce qu'on ne se met pas à quinze cents pour tuer un homme
Pourquoi, à la Cailleterie d'Astillé, quand tu as vu que tes soldats allaient tuer le Vendéen Joseph Bézier, qui était blessé et qui se traînait, as-tu crié : Allez en avant ! J'en fais mon affaire ! et as-tu tiré ton coup de pistolet en l'air ?
- Parce qu'on ne tue pas un homme à terre.
- Et tu as eu tort. Tous deux sont aujourd'hui chefs de bande ; Joseph Bézier, c'est Moustache, et Jean Treton, c'est Jambe-d'Argent. En sauvant ces deux hommes, tu as donné deux ennemis à la république.
- Certes, je voudrais lui faire des amis, et non lui donner des ennemis.
- Pourquoi, après la victoire de Landéan, n'as-tu pas fait fusiller tes trois cents paysans prisonniers ?
- Parce que, Bonchamp ayant fait grâce aux prisonniers républicains, j'ai voulu qu'il fût dit que la république faisait grâce aux prisonniers royalistes. » [...] »

## Sources et bibliographie
- Souvenirs de la Chouannerie de Jacques Duchemin des Cépeaux, 1855 ;
- Dictionnaire des chouans de la Mayenne, de Hubert La Marle.